# Isòtops de l'europi
L'europi natural es compon d'un isòtop estable, el 153Eu amb una abundància natural del 52,2%, i un radioisòtop inestable, el 151 amb un període de semidesintegració de {\displaystyle 5_{-3}^{+11}\times 10^{18}} anys i que es desintegra mitjançant emissió alfa. S'han caracteritzat 35 radioisòtops, sent els més estables el 150Eu amb un període de semidesintegració de 36,9 anys, el 152Eu amb un període de semidesintegració de 13,516 anys, i el 154Eu amb un període de semidesintegració de 8,593 anys. La resta d'isòtops radioactius tenen períodes de semidesintegració menors a 4,7612 anys, i la majoria menors de 12,2 segons. Aquest element presenta també vuit isòmers nuclears els més estables dels quals són el 150mEu (t½ 12,8 hores), 152m1Eu (t½ 9,3116 hores) i el 152m2Eu (t½ 96 minuts).
El mode de desintegració primari abans l'isòtop més abundant, el 153Eu, és la captura electrònica, i després l'emissió beta. Els productes de desintegració abans del 153Eu són els isòtops del samari (Sm) i després són els isòtops del gadolini (Gd).

Massa atòmica estàndard: 151.964(1) u.

## Taula
| Símbol del núclid | Z(p)                | N(n)                | massa isotòpica(u)  | període de semidesintegració | Espín nuclear | composició isotòpics representativa (fracció molar) | rang de variació natural (fracció molar) |
| Símbol del núclid | energia d'excitació | energia d'excitació | energia d'excitació | període de semidesintegració | Espín nuclear | composició isotòpics representativa (fracció molar) | rang de variació natural (fracció molar) |
| ----------------- | ------------------- | ------------------- | ------------------- | ---------------------------- | ------------- | --------------------------------------------------- | ---------------------------------------- |
| 130Eu             | 63                  | 67                  | 129.96357(54)#      | 1.1(5) ms [0.9(+5-3) ms]     | 2+#           |                                                     |                                          |
| 131Eu             | 63                  | 68                  | 130.95775(43)#      | 17.8(19) ms                  | 3/2+          |                                                     |                                          |
| 132Eu             | 63                  | 69                  | 131.95437(43)#      | 100# ms                      |               |                                                     |                                          |
| 133Eu             | 63                  | 70                  | 132.94924(32)#      | 200# ms                      | 11/2-#        |                                                     |                                          |
| 134Eu             | 63                  | 71                  | 133.94651(21)#      | 0.5(2) s                     |               |                                                     |                                          |
| 135Eu             | 63                  | 72                  | 134.94182(32)#      | 1.5(2) s                     | 11/2-#        |                                                     |                                          |
| 136Eu             | 63                  | 73                  | 135.93960(21)#      | 3.3(3) s                     | (7+)          |                                                     |                                          |
| 136mEu            | 0(500)# keV         | 0(500)# keV         | 0(500)# keV         | 3.8(3) s                     | (3+)          |                                                     |                                          |
| 137Eu             | 63                  | 74                  | 136.93557(21)#      | 8.4(5) s                     | 11/2-#        |                                                     |                                          |
| 138Eu             | 63                  | 75                  | 137.93371(3)        | 12.1(6) s                    | (6-)          |                                                     |                                          |
| 139Eu             | 63                  | 76                  | 138.929792(14)      | 17.9(6) s                    | (11/2)-       |                                                     |                                          |
| 140Eu             | 63                  | 77                  | 139.92809(6)        | 1.51(2) s                    | 1+            |                                                     |                                          |
| 140mEu            | 210(15) keV         | 210(15) keV         | 210(15) keV         | 125(2) ms                    | 5-#           |                                                     |                                          |
| 141Eu             | 63                  | 78                  | 140.924931(14)      | 40.7(7) s                    | 5/2+          |                                                     |                                          |
| 141mEu            | 96.45(7) keV        | 96.45(7) keV        | 96.45(7) keV        | 2.7(3) s                     | 11/2-         |                                                     |                                          |
| 142Eu             | 63                  | 79                  | 141.92343(3)        | 2.36(10) s                   | 1+            |                                                     |                                          |
| 142mEu            | 460(30) keV         | 460(30) keV         | 460(30) keV         | 1.223(8) min                 | 8-            |                                                     |                                          |
| 143Eu             | 63                  | 80                  | 142.920298(12)      | 2.59(2) min                  | 5/2+          |                                                     |                                          |
| 143mEu            | 389.51(4) keV       | 389.51(4) keV       | 389.51(4) keV       | 50.0(5) µs                   | 11/2-         |                                                     |                                          |
| 144Eu             | 63                  | 81                  | 143.918817(12)      | 10.2(1) s                    | 1+            |                                                     |                                          |
| 144mEu            | 1127.6(6) keV       | 1127.6(6) keV       | 1127.6(6) keV       | 1.0(1) µs                    | (8-)          |                                                     |                                          |
| 145Eu             | 63                  | 82                  | 144.916265(4)       | 5.93(4) d                    | 5/2+          |                                                     |                                          |
| 145mEu            | 716.0(3) keV        | 716.0(3) keV        | 716.0(3) keV        | 490 ns                       | 11/2-         |                                                     |                                          |
| 146Eu             | 63                  | 83                  | 145.917206(7)       | 4.61(3) d                    | 4-            |                                                     |                                          |
| 146mEu            | 666.37(16) keV      | 666.37(16) keV      | 666.37(16) keV      | 235(3) µs                    | 9+            |                                                     |                                          |
| 147Eu             | 63                  | 84                  | 146.916746(3)       | 24.1(6) d                    | 5/2+          |                                                     |                                          |
| 148Eu             | 63                  | 85                  | 147.918086(11)      | 54.5(5) d                    | 5-            |                                                     |                                          |
| 149Eu             | 63                  | 86                  | 148.917931(5)       | 93.1(4) d                    | 5/2+          |                                                     |                                          |
| 150Eu             | 63                  | 87                  | 149.919702(7)       | 36.9(9) a                    | 5(-)          |                                                     |                                          |
| 150mEu            | 42.1(5) keV         | 42.1(5) keV         | 42.1(5) keV         | 12.8(1) h                    | 0-            |                                                     |                                          |
| 151Eu             | 63                  | 88                  | 150.9198502(26)     | 5×1018 a                     | 5/2+          | 0.4781(6)                                           |                                          |
| 151mEu            | 196.245(10) keV     | 196.245(10) keV     | 196.245(10) keV     | 58.9(5) µs                   | 11/2-         |                                                     |                                          |
| 152Eu             | 63                  | 89                  | 151.9217445(26)     | 13.537(6) a                  | 3-            |                                                     |                                          |
| 152m1Eu           | 45.5998(4) keV      | 45.5998(4) keV      | 45.5998(4) keV      | 9.3116(13) h                 | 0-            |                                                     |                                          |
| 152m2Eu           | 65.2969(4) keV      | 65.2969(4) keV      | 65.2969(4) keV      | 0.94(8) µs                   | 1-            |                                                     |                                          |
| 152m3Eu           | 78.2331(4) keV      | 78.2331(4) keV      | 78.2331(4) keV      | 165(10) ns                   | 1+            |                                                     |                                          |
| 152m4Eu           | 89.8496(4) keV      | 89.8496(4) keV      | 89.8496(4) keV      | 384(10) ns                   | 4+            |                                                     |                                          |
| 152m5Eu           | 147.86(10) keV      | 147.86(10) keV      | 147.86(10) keV      | 96(1) min                    | 8-            |                                                     |                                          |
| 153Eu             | 63                  | 90                  | 152.9212303(26)     | ESTABLE                      | 5/2+          | 0.5219(6)                                           |                                          |
| 154Eu             | 63                  | 91                  | 153.9229792(26)     | 8.593(4) a                   | 3-            |                                                     |                                          |
| 154m1Eu           | 145.3(3) keV        | 145.3(3) keV        | 145.3(3) keV        | 46.3(4) min                  | (8-)          |                                                     |                                          |
| 154m2Eu           | 68.1702(4) keV      | 68.1702(4) keV      | 68.1702(4) keV      | 2.2(1) µs                    | 2+            |                                                     |                                          |
| 155Eu             | 63                  | 92                  | 154.9228933(27)     | 4.7611(13) a                 | 5/2+          |                                                     |                                          |
| 156Eu             | 63                  | 93                  | 155.924752(6)       | 15.19(8) d                   | 0+            |                                                     |                                          |
| 157Eu             | 63                  | 94                  | 156.925424(6)       | 15.18(3) h                   | 5/2+          |                                                     |                                          |
| 158Eu             | 63                  | 95                  | 157.92785(8)        | 45.9(2) min                  | (1-)          |                                                     |                                          |
| 159Eu             | 63                  | 96                  | 158.929089(8)       | 18.1(1) min                  | 5/2+          |                                                     |                                          |
| 160Eu             | 63                  | 97                  | 159.93197(22)#      | 38(4) s                      | 1(-)          |                                                     |                                          |
| 161Eu             | 63                  | 98                  | 160.93368(32)#      | 26(3) s                      | 5/2+#         |                                                     |                                          |
| 162Eu             | 63                  | 99                  | 161.93704(32)#      | 10.6(10) s                   |               |                                                     |                                          |
| 163Eu             | 63                  | 100                 | 162.93921(54)#      | 6# s                         | 5/2+#         |                                                     |                                          |
| 164Eu             | 63                  | 101                 | 163.94299(64)#      | 2# s                         |               |                                                     |                                          |
| 165Eu             | 63                  | 102                 | 164.94572(75)#      | 1# s                         | 5/2+#         |                                                     |                                          |
| 166Eu             | 63                  | 103                 | 165.94997(86)#      | 400# ms                      |               |                                                     |                                          |
| 167Eu             | 63                  | 104                 | 166.95321(86)#      | 200# ms                      | 5/2+#         |                                                     |                                          |